# Pardosa paratesquorum
Pardosa paratesquorum là một loài nhện trong họ Lycosidae.
Loài này thuộc chi Pardosa. Pardosa paratesquorum được Ehrenfried Schenkel-Haas miêu tả năm 1963.